# Carolin Biewer
Carolin Biewer (* 1975 im Merzig) ist eine deutsche Sprachwissenschaftlerin. Sie ist Professorin für englische Sprachwissenschaft und Lehrstuhlinhaberin an der Universität Würzburg.

## Leben
Biewer besuchte das Peter-Wust-Gymnasium. Sie studierte Englisch, Mathematik und Philosophie an der Universität Heidelberg. Dort promovierte sie im Jahr 2005 zur Sprache der Liebe in Shakespeares Komödien. Im Anschluss führte sie eine Forschungsreise durch. Sie habilitierte zum südpazifischen Englisch an der Universität Zürich.

## Wirken
Biewer forscht schwerpunktmäßig über die Beschreibung von Variation und Wandel des Englischen als Zweitsprache in Hongkong und dem Südpazifik sowie über die digitale Linguistik.

## Veröffentlichungen (Auswahl)
- C. Biewer: South Pacific Englishes, 2015, ISBN 9789027249128.

## Auszeichnungen
- Book Award der European Society for the Study of English in der Kategorie English Language and Linguistics (2015)[3]
- Habilitationspreis des Deutschen Anglistenverbandes (2016)[4]